# Skaly Nalivkina
Die Skaly Nalivkina (englische Transkription von russisch Скалы Наливкина Skaly Naliwkina, deutsch ‚Naliwkinfelsen‘) sind eine Gruppe von Felsvorsprüngen im Wohlthatmassiv des ostantarktischen Königin-Maud-Lands. Sie ragen im südlichen Teil der Südlichen Petermannkette auf.
Russische Wissenschaftler benannten die Gruppe nach dem sowjetischen Geologen und Paläontologen Dmitri Wassiljewitsch Naliwkin (1889–1982).